# Ophiogramma
Ophiogramma is een geslacht van vlinders van de familie spanners (Geometridae), uit de onderfamilie Desmobathrinae.

## Soorten
- O. coenobiata Felder, 1875
- O. doris Prout, 1916
- O. euctenachlora Prout, 1916
- O. injunctaria Hübner, 1825
- O. maronii Thierry-Mieg, 1915
- O. micraulax Prout, 1934
- O. perigearia Guenée, 1858
- O. zoe Prout, 1910